# Parodia crassigibba

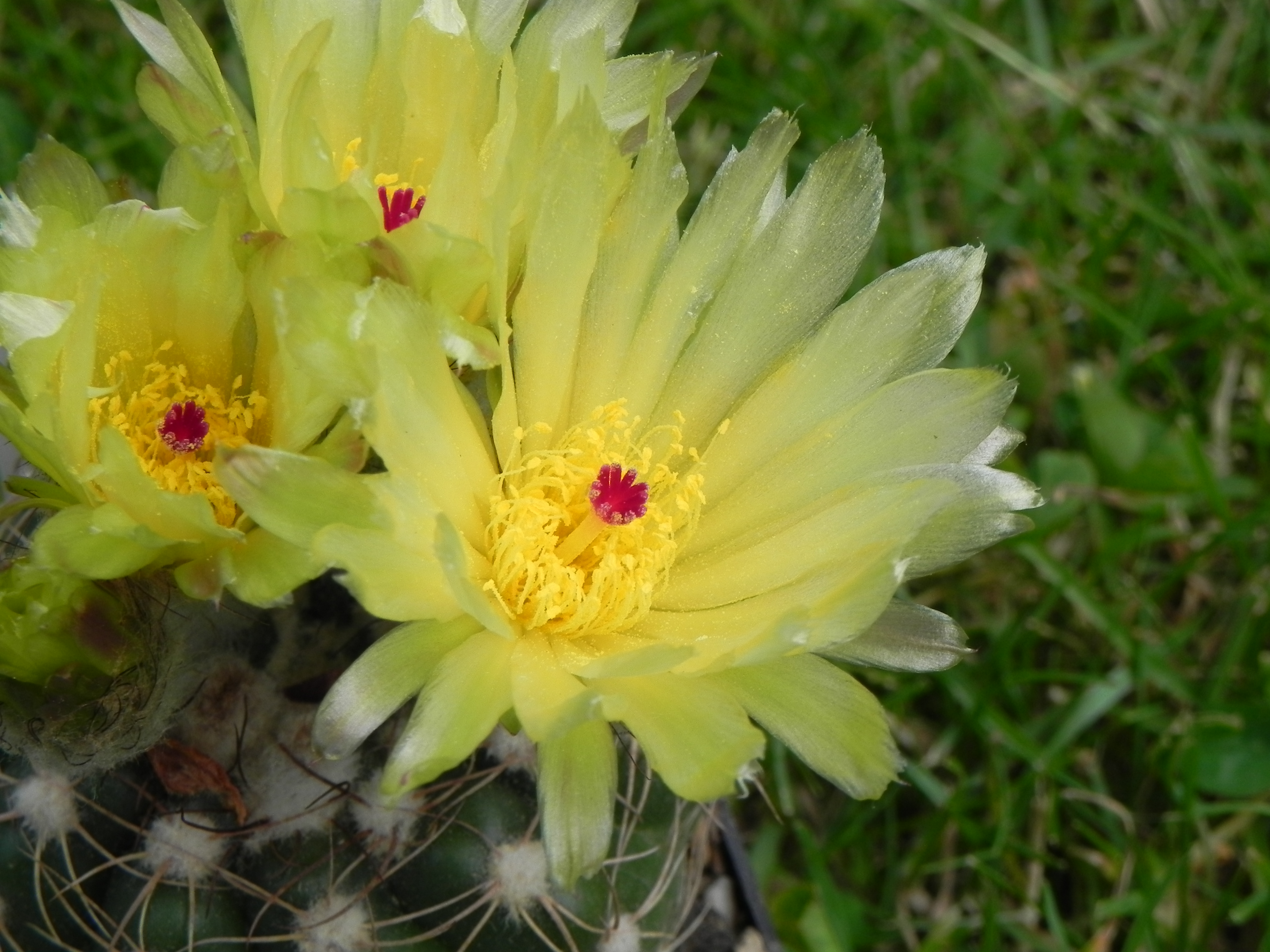
Flores de Parodia crassigibba

Parodia crassigibba  es una especie de planta del género Parodia, de la familia de los cactus, orden Caryophyllales.

## Descripción
Parodia crassigibba crece individualmente. Los brotes esféricos deprimidos, de color verde oscuro brillante, alcanzan diámetros de 4 a 17 centímetros. Tienen un ápice de brote sin espinas. Las 10 a 15 costillas bajas y redondeadas están cubiertas con protuberancias anchas parecidas a un mentón. Las areolas ubicadas entre las jorobas son blancas. Las espinas algo curvas se encuentran principalmente en la superficie del brote. Son de color blanco a gris o marrón claro. Las espinas tienen una longitud de 0,5 a 3 centímetros. Las espinas se dividen en hasta una espina central y seis a 14 espinas radiales.
Las flores alcanzan una longitud de 4,5 a 6 centímetros y el mismo diámetro. El color de la flor es muy diferente. Es de color blanco a amarillo o púrpura rojizo. Su pericarpelo es muy lanoso y está cubierto con solo unas pocas cerdas. La cicatriz es de color púrpura oscuro. Los frutos verdes, en forma de barril, están hinchados y cubiertos de lana blanca y cerdas amarillas. Miden hasta 1,5 centímetros de largo. Los frutos contienen semillas hemisféricas de color negro turbio cuyo hilio sobresaliente es corchoso.

## Distribución
Parodia crassigibba es endémica del estado brasileño de Río Grande del Sur.

## Taxonomía
La primera descripción como Notocactus crassigibbus fue hecha por el botánico alemán Friedrich Ritter en 1970 con la publicación Succulenta 49(7): 108. El botánico inglés Nigel Paul Taylor colocó la especie en el género Parodia en 1987 con la publicación Bradleya 5: 93.
Etimología
Parodia: nombre genérico otorgado en honor del botánico italiano Domingo Parodi (1823–1890).
crassigibba: el epíteto deriva de las palabras latinas crassus que significa 'grueso' y gibba que es 'curvatura' y se refiere a las protuberancias convexas de la especie.
Sinonimia
- Notocactus arachnitis F.Ritter
- Notocactus arachnitis f. darilhoensis N.Gerloff
- Notocactus arachnitis var. minor F.Ritter
- Notocactus arachnitis f. minor (F.Ritter) N.Gerloff & Neduchal
- Notocactus crassigibbus F.Ritter
- Notocactus meonacanthus Prestlé
- Notocactus uebelmannianus Buining
- Notocactus uebelmannianus f. flaviflorus N.Gerloff & Königs
- Notocactus uebelmannianus f. gilviflorus Königs & N.Gerloff
- Notocactus uebelmannianus var. nilsonii Königs
- Notocactus uebelmannianus f. nilsonii (Königs) N.Gerloff & Neduchal
- Notocactus uebelmannianus subsp. pleiocephalus (N.Gerloff & Königs) Lodé
- Notocactus uebelmannianus var. pleiocephalus N.Gerloff & Königs
- Parodia meonacantha (Prestlé) Hofacker
- Parodia uebelmanniana F.Ritter
- Parodia werneri Hofacker
- Parodia werneri subsp. pleiocephala (N.Gerloff & Königs) Hofacker
- Ritterocactus crassigibbus (F.Ritter) Doweld
- Ritterocactus meonacanthus (Prestlé) Doweld
- Ritterocactus uebelmannianus (Buining) Doweld
- Ritterocactus uebelmannianus subsp. pleiocephalus (N.Gerloff & Königs) Doweld

En la Lista Roja de Especies Amenazadas de la UICN, la especie está clasificada como "En Peligro Crítico (CR)". Catalogada como en peligro crítico de extinción.